# Финстрём
Финстрём (швед. Finström) — община в Финляндии, на Аландских островах. Население составляет 2528 человек (на 31 января 2012 года); площадь — 172,48 км², из них 49,23 км² занято водой. Плотность населения — 20,51 чел/км². Официальный язык — шведский (родной для 93,8 % населения); финский является родным для 3,4 % населения; другие языки — для 2,9 % населения.
Община расположена в центральной части острова Аланд — главного острова архипелага. Здесь находится крупнейшее озеро Аландских островов.

## Галерея

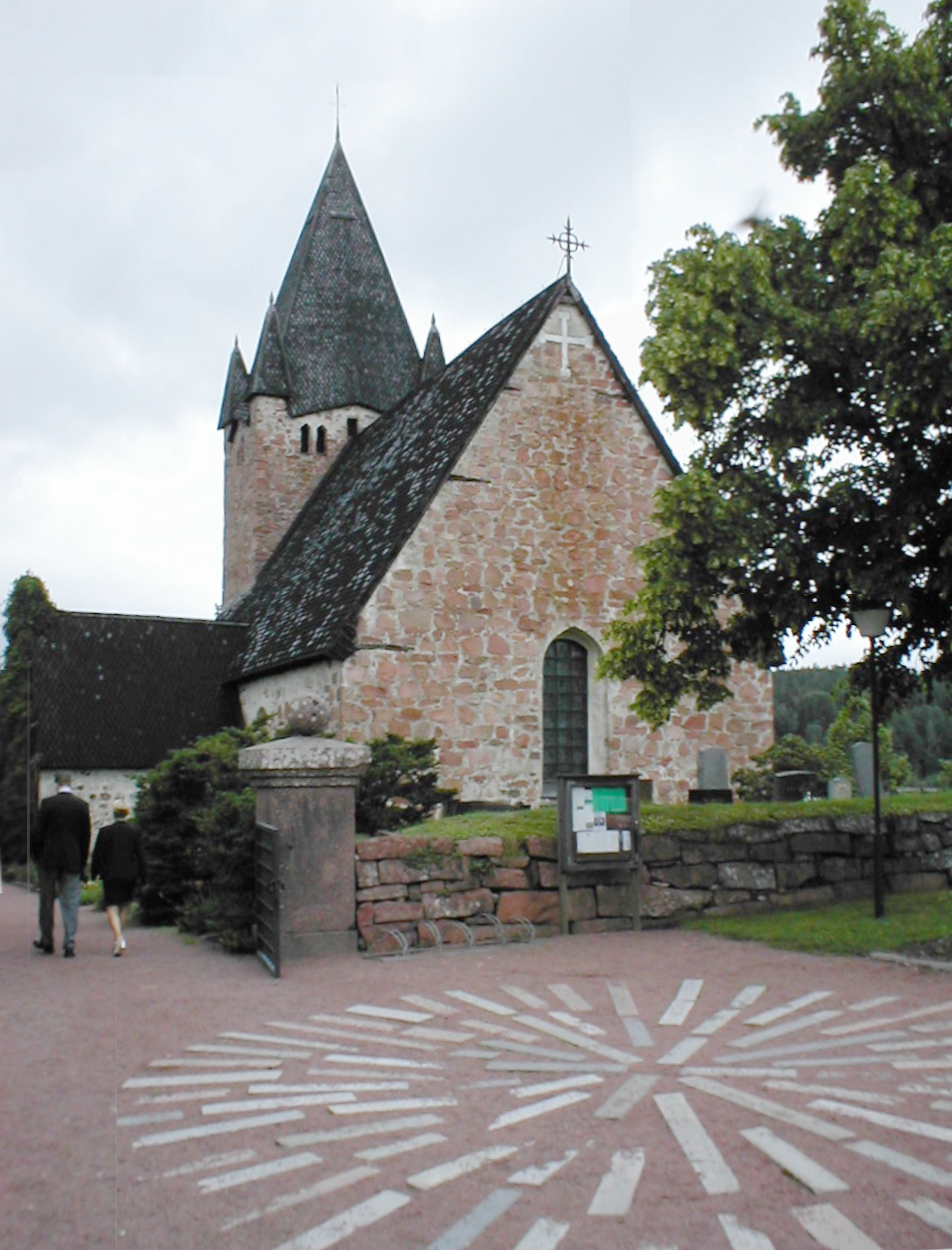
Церковь в Финстрём
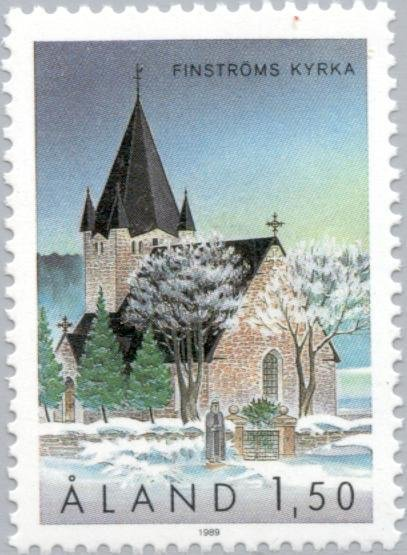
Финская почтовая марка, 1989 год
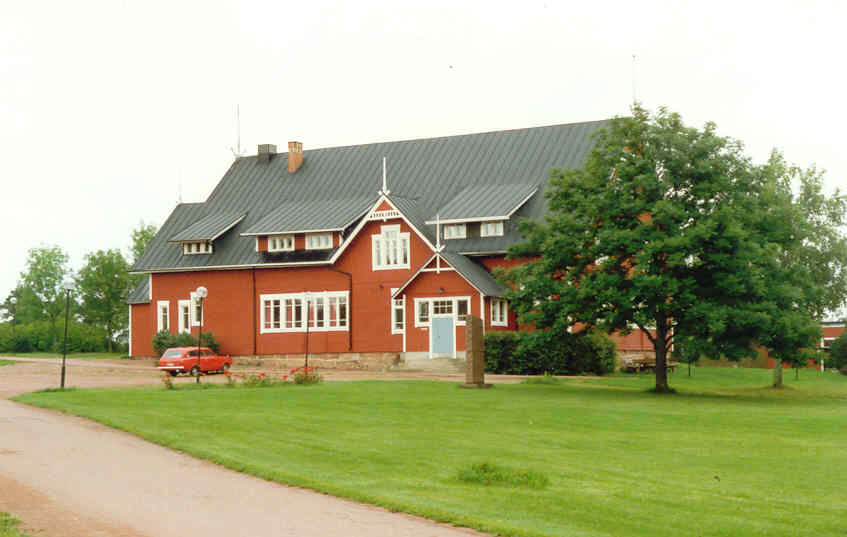
Школа в Финстрём